# Жидков, Дмитрий Васильевич
Жидко́в Дми́трий Васи́льевич (25 августа 1981, Горький, РСФСР — 19 декабря 2005, Харачой, Веденский район, Чечня) — российский военнослужащий воздушно-десантных войск, гвардии капитан, Герой Российской Федерации.

## Биография
В 1998 году окончил среднюю школу № 150 в Нижнем Новгороде. С 1998 года обучался в Рязанском высшем воздушно-десантном командном училище. В 2003 году окончил Рязанское высшее воздушно-десантное командное училище, направлен для прохождения службы в 45-й отдельный разведывательный полк ВДВ, на должность заместителя командира разведывательной группы специального назначения.
В 2004 году находился в длительной командировке в Чеченской республике. Награждён орденом Мужества, присвоено воинское звание старший лейтенант, назначен на должность командира разведывательной группы специального назначения.
В августе 2005 года направлен во вторую командировку в Чеченскую республику. Присвоено воинское звание гвардии капитан.
19 декабря 2005 года группой капитана Жидкова в районе села Харачой Веденского района Чечни была обнаружена база боевиков. Боевики были выбиты из базы, понеся при этом потери. При преследовании отступавших Дмитрий Жидков подорвался на взрывном устройстве и был тяжело ранен — оказались перебиты обе ноги. Раненый он продолжал руководить подразделением, лично корректировал огонь артиллерии. В бою было захвачено большое количество вооружения, боеприпасов и снаряжения противника, уничтожено 7 боевиков. Троих из них — лично капитаном Жидковым. Скончался до эвакуации в госпиталь от ран и большой потери крови. Среди подчиненных погибших и раненых не было.
Похоронен в Нижнем Новгороде на кладбище «Берёзовая пойма».

## Награды
- Герой Российской Федерации (посмертно, 9 октября 2006 года) — за мужество и героизм, проявленные при выполнении воинского долга в Северо-Кавказском регионе Указом Президента Российской Федерации.
- Орден Мужества

## Память
18 декабря 2006 года на здании средней школы № 150 Нижнего Новгорода, в которой учился Герой, была установлена мемориальная доска. После закрытия школы № 150 новая мемориальная доска была открыта 9 декабря 2011 года в средней школе № 109 Нижнего Новгорода. В 2017 году открыта мемориальная доска на Православной гимназии Александра Невского
В 2009 году принято решение присвоить имя Героя России Дмитрия Жидкова скверу в Нижнем Новгороде (по Московскому шоссе, 177). В 2017 году имя Жидкова было присвоено школе № 109.
В 2018 году именем Дмитрия Жидкова была названа улица в Советском районе города Нижнего Новгорода, неподалёку от университета Лобачевского.